# Normalisatie (Tsjecho-Slowakije)
Met de term Normalisatie wordt gedoeld op de historische periode in de geschiedenis van Tsjecho-Slowakije, van augustus 1968 (inval van het Warschaupact in Tsjecho-Slowakije) tot eind 1989 (fluwelen revolutie). In engere zin kan er ook gedoeld worden op het abrupte einde van de Praagse Lente in 1968, dat door de Sovjet-Unie werd ingezet met de inval van augustus 1968. 
Kort samengevat was de normalisatie erop gericht om alle politieke hervormingen van de voorgaande periode terug te draaien en het gevoerde politieke beleid weer in lijn te brengen met die van de omliggende landen van het Oostblok. 

## Naam, doel en betekenis
Ten tijde van de Praagse lente stuurde Alexander Dubček, toenmalig politiek leider van Tsjecho-Slowakije, aan op een meer gematigde politieke koers, die bekend zou worden als de Praagse Lente. De lopende democratiseringsprocessen werden door de normalisatie eerst stopgezet, en teruggedraaid naar het repressieve communistische systeem van vóór 1968. Gustáv Husák, vicepremier onder Dubček, trad aanvankelijk nog op als bemiddelaar tussen de Russen en de Tsjecho-Slowaakse regering, maar schaarde zich na enige tijd aan de zijde van de Russische partijleider Leonid Brezjnev en keerde zich tegen Dubček.
De term normalisatie komt uit het Moskouprotocol, dat werd ondertekend op 27 augustus 1968. De belangrijkste doelstellingen van Husáks normalisatie waren het herstel van een stevig partijbestuur en het opnieuw vestigen van de status van Tsjecho-Slowakije als toegewijd lid van het socialistische machtsblok. Gedurende de gehele normalisatieperiode bevonden zich troepen van de Sovjet-Unie op Tsjecho-Slowaaks grondgebied. De troepen werden pas op 21 juni 1991 volledig teruggetrokken. 

## Proloog
De democratisering van de Tsjecho-Slowaakse samenleving, ook wel bekend als de Praagse Lente, vond plaats onder leiding van Alexander Dubček van eind 1967 tot augustus 1968. De Sovjetleiders zagen dit democratiseringsproces echter als een bedreiging voor het hele socialistische kamp in de invloedssfeer van de Sovjet-Unie. De Tsjecho-Slowaakse regering kreeg meerdere keren te horen dat men vanuit Moskou niet blij was met deze ontwikkeling, maar dit hield de hervormingen niet tegen. Hierop besloot de Sovjetleiding tot een militaire interventie om de ontwikkeling in Tsjecho-Slowakije een halt toe te roepen en terug te draaien. 
In de nacht van 20 op 21 augustus 1968 begonnen Sovjet-troepen, samen met troepen vanuit Bulgarije, Hongarije, Polen en de DDR, een invasie van het grondgebied van Tsjecho-Slowakije. Praag werd bezet door luchtlandingstroepen en de belangrijkste vertegenwoordigers van de staat, onder leiding van Dubček, werden geïnterneerd en naar Moskou gebracht. Er waren op het grondgebied van Tsjecho-Slowakije echter geen noemenswaardige militaire confrontaties met de bezettingstroepen, omdat de minister van Defensie, Martin Dzúr 's nachts een bevel had uitgevaardigd dat de nationale strijdkrachten de oprukkende legers niet mochten tegenhouden. In oktober 1968 nam de Nationale Vergadering van Tsjecho-Slowakije een wet aan over het tijdelijke verblijf van Sovjet-troepen in Tsjecho-Slowakije, waardoor de bezetting werd gelegaliseerd. 228 afgevaardigden stemden voor, 10 onthielden zich van stemming en slechts vier waren tegen: František Kriegel, František Vodsloňa, Gertruda Sekaninová-Čakrtová en Bozena Fuková . Buitenlandse troepen op het grondgebied vormden voor de normalisatoren een garantie dat de betrekkingen tussen de Tsjecho-Slowaakse Socialistische Republiek en de Sovjet-Unie zouden worden genormaliseerd zoals de sterkere partner dat wenste (zie ook Brezjnevdoctrine).

## Voortgang
Vanaf eind augustus, na de ondertekening van het Moskouprotocol en de terugkeer van de Tsjechisch-Slowaakse vertegenwoordigers naar hun thuisland, verzwakte de invloed van Alexander Dubček en zijn medewerkers geleidelijk en begonnen geleidelijke veranderingen in het leiderschap. Op 17 april 1969 werd Gustáv Husák verkozen tot eerste secretaris van het Centraal Comité van de KSČ. Het doel van de normalisatie van Husák was om de regering van de Communistische Partij te versterken, en om  Tsjecho-Slowakije weer op de kaart te zetten als "loyaal lid van het socialistische kamp". 
Het normalisatieproces omvatte vijf onderling samenhangende stappen:
- het leiderschap van Husák bevestigen, en alle politieke hervormers uit leiderschapsposities verwijderen;
- de wetten die door de hervormingsbeweging zijn uitgevaardigd, intrekken of wijzigen;
- het herstellen van de gecentraliseerde controle over de economie;
- de macht van de politieautoriteiten herstellen;
- de banden van Tsjecho-Slowakije met de Sovjet-Unie en andere socialistische landen uitbreiden.

### Pelendrekwet en beroep
Na grootschalige demonstraties tegen de normalisatie, die plaatsvonden tussen 18 en 21 augustus 1969, werd de zogenaamde pelendrekwet aangenomen, die het mogelijk maakte demonstraties en iedereen die "de socialistische sociale orde verstoorde" streng te straffen. De wet werd ondertekend door Svoboda, Dubček en Černík.

### Zuiveringen van 1969 – 1970
Kort nadat hij in augustus 1969 aan de macht kwam, begon de leiding van Husák in de herfst van 1969 met zuiveringen. Echte en veronderstelde reformisten werden verwijderd uit leidende posities in de massamedia, de rechterlijke macht, culturele, sociale en politieke organisaties, uit het lagere management en geleidelijk aan uit de hoogste posities. De zuiveringen hadden niet alleen betrekking op KSČ-leden. Ook niet-partijleden werden gescreend. Wie het onderzoek ongeschonden wilde doorlopen, moest in de eerste plaats instemmen met de invasie van de Sovjettroepen en dus ook met het normalisatiebeleid van de Communistische Partij van de Tsjechische Republiek. Wie daar niet mee instemde, liep het risico op baanverlies en vervolging (van zowel zichzelf als van familieleden) door de staatsautoriteiten of de staatsveiligheidsdienst.
In november 1969 werd besloten om alle nationale comités te zuiveren van zogenaamde "opportunisten". Op 20 november 1969 besloot de Centrale Toetsings- en Controlecommissie van de KSS dat leidende Slowaakse intellectuelen en arbeiders, werkzaam in de massamedia, een partijonderzoek moesten ondergaan.
Zuiveringen in de daaropvolgende periode hadden gevolgen voor alle vertegenwoordigende organen. Eind 1971 moesten in Tsjechië ongeveer 15.000 afgevaardigden de nationale commissies van alle niveaus verlaten, en in Slowakije bijna 9.000, meestal om politieke redenen. Tientallen parlementsleden verlieten zowel de Nationale Raad als het Federaal Parlement voortijdig. 

### Achtergrondcontroles en hun resultaten
De commissie die als taak had om potentiële dissidenten door te lichten, deed zowel schriftelijk als mondeling onderzoek. Potentiële dissidenten moesten een loyaliteitstest invullen, met als belangrijkste vragen: 
- Was de komst van de geallieerde troepen noodzakelijk?
- Hoe heb je het ontvangen?
- Wat is uw mening over de maatregelen van het plenum van het Centraal Comité van de Communistische Partij van Tsjechië vanaf april 1969 (toen werd Dubček als eerste secretaris van het Centraal Comité van de Communistische Partij van Tsjechië vervangen door Husák, die zei dat de belangrijkste taak van de partijleiding is om onze naties uit een crisissituatie te leiden) ?"

De truc was simpelweg om het in de vragenlijst met alles eens te zijn. De beslissingen van de commissies waren sowieso vaak subjectief, en de politieke zuiveringen stonden stijf van corruptie en patronage. Husáks vrienden kregen bijvoorbeeld helemaal geen onaangename vragen.
Wie niet slaagde voor de loyaliteitstest, kreeg vaak een straf, zoals een verbod op het uitoefenen van een beroep. De partijpers publiceerde met enige regelmaat de namen van bekende verdreven Slowaken, zoals  Miroslav Kusé, publicist Ed Friš, Pravda-redacteur Renata Štefelová en schrijver Dominik Tatarka. Onder de getroffenen bevonden zich ook politici Michal Kováč, Vladimír Mečiar en anderen. Dubček werd eind 1969 uit het partijvoorzitterschap verwijderd en in 1970 werd hij ook uitgezet.
In totaal werden tijdens de normalisatie maar liefst 327.000 mensen uit de partij gezet, ongeveer een vijfde  van het totale aantal van 1.535.537. Ongeveer 274.000 leden werden uitgezet en geschrapt in Tsjechië en 53.000 in Slowakije. Vooral in Tsjechië waren de zuiveringen zeer radicaal, waarbij bijvoorbeeld vooraanstaande wetenschappers en docenten aan de universiteit werden gedegradeerd en lager geschoolde baantjes kregen. In Slowakije was men soepeler. 

### Genormaliseerde verkiezingen 1971
In de Tsjecho-Slowaakse Republiek kozen de burgers elke vier jaar gelijktijdig afgevaardigden voor alle representatieve organen (lokaal, districts- en regionaal zelfbestuur (ofwel de "nationale commissies"), de Slowaakse Nationale Raad en de Nationale Assemblee van de Tsjecho-Slowaakse Republiek). In juni 1964 werden verkiezingen gehouden en vier jaar later, in 1968, zouden de volgende verkiezingen plaatsvinden. De verkiezingen werden voor het eerst uitgesteld op 11 april 1968, maar na de invasie van de troepen op 21 augustus werd de datum van de verkiezingen pas op 15 oktober 1969 opnieuw vastgesteld. Toen werd bepaald dat de verkiezingen tegen het einde van 1971 moesten plaatsvinden. Op 27 en 28 november 1971 (zeven en een half jaar sinds de laatste algemene verkiezingen) werden ze vrijwel onveranderd gehouden: met een opkomst van 99,45 en bijna 100 procent kiezerssteun voor de kandidaten van de zittende regering.
Dit betekende een politieke overwinning van de normalisatie, waardoor deze jarenlang stand hield. 

### Beperkende maatregelen
Nadat zijn macht bevestigd en versterkt was, ging de regering van Husák over tot het terugdraaien van de wetten van de Praagse Lente. Hierdoor werd onder meer de censuur feitelijk opnieuw ingevoerd. Ondernemingen, die tijdens de hervormingsperiode een aanzienlijke onafhankelijkheid hadden gekregen, werden opnieuw centraal bestuurd en moesten voldeden aan centraal geplande quota.
Ook werden de mogelijkheden voor burgers om naar het buitenland te reizen, vooral naar kapitalistische landen, aanzienlijk beperkt. Daarentegen stabiliseerde Husák de betrekkingen met de socialistische buren van het Oostblok. 

### Het handhaven van de status quo in de jaren zeventig en tachtig
In mei 1971 rapporteerde Husák aan de KSČ dat het normalisatieproces met succes was voltooid en dat Tsjecho-Slowakije klaar was voor de volgende fasen van de opbouw van het socialisme.
Van 1971 tot het midden van de jaren tachtig werd de status quo alleen gehandhaafd in de partij en de samenleving. Husák probeerde zoveel mogelijk het beleid te volgen dat hem vanuit de Sovjet-Unie werd opgelegd, zodat de gebeurtenissen van 1967-1968 zich niet zouden herhalen. Tegelijkertijd streefde hij er wel naar om daar de minst repressieve methoden bij te gebruiken.
Een van de gevolgen van het beleid van Husák was dat de politiek leiders twintig jaar lang nagenoeg onveranderd bleven. Husák bleef zelf aan het hoofd van de partij tot 1987, toen hij werd vervangen door Miloš Jakeš, en van 1975 tot eind 1989 was hij ook president van Tsjecho-Slowakije. Een soortgelijke situatie deed zich voor in Slowakije, waar Peter Colotka vanaf 1969 bijna twintig jaar premier was (tot oktober 1988).
Sinds het midden van de jaren tachtig kreeg het neostalinistische Tsjechisch-Slowaakse systeem te maken met toenemende interne en externe druk. De economische situatie van het land begon in de jaren tachtig te verslechteren en de economie was niet in staat de producten en diensten te produceren waar de samenleving om vroeg, ook als gevolg van de groeiende particuliere consumptie. In Slowakije kwam de druk tot verandering, vooral van binnenuit van religieuze activisten (bijvoorbeeld Ján Čarnogurský, František Mikloško), in Tsjechië vooral van dissidente groepen, zoals Charter 77 (bijv. Václav Havel, Jan Patočka en anderen).

### Perestrojka
Een belangrijke externe invloed die de verzwakking van de normalisatie beïnvloedde, was de verkiezing van Michail Gorbatsjov tot secretaris-generaal van het Centraal Comité van de CPSU in 1985. Gorbatsjov begon hervormingen door te voeren die in veel opzichten vergelijkbaar waren met de hervormingen van Dubček twintig jaar daarvoor; het beleid van glasnost en perestrojka versnelde uiteindelijk de veranderingen die eind 1989 uitmondden in de Fluwelen Revolutie in Tsjecho-Slowakije.

## Verzet tegen de normalisatie
In januari 1969 stak student Jan Palach zichzelf in brand op het Wenceslasplein in Praag, uit protest tegen de bezetting van Tsjecho-Slowakije. De begrafenis van Palach eind januari werd de aanleiding voor een groot protest tegen de bezetting en de komende normalisering.
Op 21 augustus 1969, de dag van de eerste verjaardag van de bezetting, werden in Praag protestdemonstraties gehouden, maar deze werden door de ordediensten onderdrukt. Bij de demonstraties was de winkelpui van Aeroflot op het Wenceslasplein gesneuveld. Volgens geruchten was dit gedaan door de politie zelf, om een reden te creëren om bij de demonstraties in te kunnen grijpen.
In 1977 richtte een groep prominenten, waaronder Václav Havel, Jan Patočka, Jiří Hájek, Jiří Dienstbier en Pavel Kohout, de vereniging Handvest 77 op, een beweging ter verdediging van de mensenrechten in Tsjecho-Slowakije. Het basismanifest werd in de daaropvolgende maanden en jaren door honderden prominenten en burgers ondertekend. De overgrote meerderheid van de ondertekenaars werd vervolgens vervolgd, velen werden ontslagen en sommigen werden gedwongen te emigreren .
Informatie die voornamelijk werd verspreid door Tsjechisch-Slowaakse emigranten die werkten bij buitenlandse radiostations zoals Slobodná Europea, Hlas Ameriky, BBC en Vatican Radio, speelde een belangrijke rol bij het activeren van afwijkende meningen. Hoewel de staat probeerde om de uitzendingen te blokkeren met stoorzenders, had het niet voldoende financiële en technische middelen, zodat op sommige frequenties en in sommige gebieden de stoorzenders het niet geheel onmogelijk maakte om naar het nieuws te kijken.
Samizdat, ofwel literatuur die vanwege een controversiële of kritische inhoud niet officieel uitgegeven mocht worden, werd clandestien gepubliceerd in Tsjecho-Slowakije of geïmporteerd uit het buitenland. Veel exemplaren van samizdat circuleerden geleidelijk onder veel lezers, omdat productie en reproductie een risicovolle aangelegenheid waren.